# Edmond de Polignac
Pour les articles homonymes, voir Polignac.
Le prince Edmond Melchior Jean Marie de Polignac (né le 19 avril 1834 à Paris où il est décédé le 8 août 1901) est un aristocrate français qui fut compositeur et mécène.
Edmond de Polignac est le fils du prince Jules de Polignac (1780-1847), président du Conseil sous Charles X, et de son épouse Mary Charlotte Parkins (1792-1864). Edmond de Polignac épousa le 15 décembre 1893 à Paris Winnaretta Singer, fille et héritière du fabricant de machines à coudre Isaac Merritt Singer, qui était une mécène du monde musical. 
Avec sa femme, il créa un salon influent, qui devint un centre de la vie culturelle et influença de nombreux artistes importants comme Marcel Proust et Claude Monet.

## Biographie
Le prince Edmond de Polignac est issu d'une illustre famille française de son temps. Son père, Auguste Jules Armand Marie, prince de Polignac (1780-1847), chef du gouvernement au service de Charles X, était l'auteur des fameuses Ordonnances de 1830, qui avaient révoqué la Charte, suspendu la liberté de la presse et donné au roi tous pouvoirs dans le but « d'assurer la sécurité de l'État ».
Le résultat en avait été la « Révolution de juillet » qui avait mis fin au règne des Bourbons. Le roi s'enfuit du pays, mais Jules de Polignac fut capturé, passa en jugement, fut reconnu coupable et condamné en décembre 1830 à la mort civile, avec emprisonnement à perpétuité et déchéance complète de ses droits civils. Il fut incarcéré à la forteresse de Ham.
De sa première épouse, Barbara Campbell, Jules de Polignac avait eu une fille et un fils, de sa seconde épouse Marie-Charlotte Parkyns (1792-1864), il avait eu en 1830 deux fils, et une fille naquit alors qu'il avait commencé de purger sa peine. Malgré la sévérité de la sentence, il avait le droit de recevoir des visites, au point que deux autres fils lui naquirent alors qu'il était en prison. Edmond fut son dernier enfant, né le 19 avril 1834.
Comme juridiquement son père n'existait pas, Edmond fut inscrit sur son acte de naissance comme fils du « prince appelé marquis de Chalançon, actuellement en voyage ». En 1836, Louis-Philippe fit droit à une requête demandant la libération des anciens ministres pour raison de santé. Le prince Jules de Polignac put sortir de prison à la condition de quitter Paris définitivement. La famille s'installa en Bavière près de Landau sur Isar, où le prince de Polignac reçut du roi Louis de Bavière un deuxième titre princier. Il y construisit un château qu'il nomma « Wildthurn ».
Son fils Edmond reçut une éducation classique avec grec, latin, langues modernes, danse et équitation. À la maison, on parlait couramment le français, l'allemand et l'anglais. Dès le début, Edmond se montrait attiré par les arts d'interprétation et de création. Il écrivait des pièces de théâtre et des comédies pour le théâtre enfantin créé par son père. Ses frères aînés se moquaient de lui pour sa fragilité physique et son allure peu athlétique ; comme une sorte de compensation, ses parents lui permirent de prendre des leçons de piano et de théorie musicale.

### Mariage, activité artistique
En novembre 1845, la famille revint en France et s'installa à Saint-Germain-en-Laye. Deux ans plus tard, le 30 mars 1847, Jules de Polignac mourut. Le reste de la famille s'installa à Paris, rue de Berri, et Edmond poursuivit ses études avec un précepteur au Faubourg Saint-Germain. Il avait décidé à ce moment-là qu'il deviendrait compositeur, malgré la consternation de sa mère qui voyait dans la musique un passe-temps acceptable pour un aristocrate, mais non une position sociale. 
Alphonse Thys fut engagé pour enseigner à Edmond le contrepoint, la composition et le solfège. Il entra au Conservatoire national de musique et de déclamation à Paris et étudia l'harmonie sous la direction d'Henri Reber. Sa santé déjà fragile, la rigueur du programme d'études au conservatoire, ses problèmes gastro-intestinaux chroniques et les pressions internes de son homosexualité cachée, et peut-être refoulée, provoquèrent chez lui des périodes de grande productivité musicale alternant avec des périodes de maladie et d'inactivité. En 1860, Alfred Beaumont, directeur de l'Opéra-Comique demanda à Edmond de Polignac de lui fournir la musique pour un livret de Roger de Beauvoir. Il composa un opéra bouffe, Un Baiser de Duchesse, mais Beaumont quitta l'Opéra-Comique avant que l'opéra ne pût être produit. Il en résulta une dépression et sa famille insista pour qu'il se mariât. 
En 1861, Edmond et son frère Alphonse devinrent membres fondateurs du Cercle de l'Union artistique, créée pour promouvoir des exécutions de grande musique dans des lieux autres que les théâtres. Outre des aristocrates, le club comprenait Gounod, Berlioz, Auber, et Catulle Mendès. Toujours en 1861, le Cercle soutint Wagner après l'échec retentissant de Tannhäuser, son premier opéra à Paris.

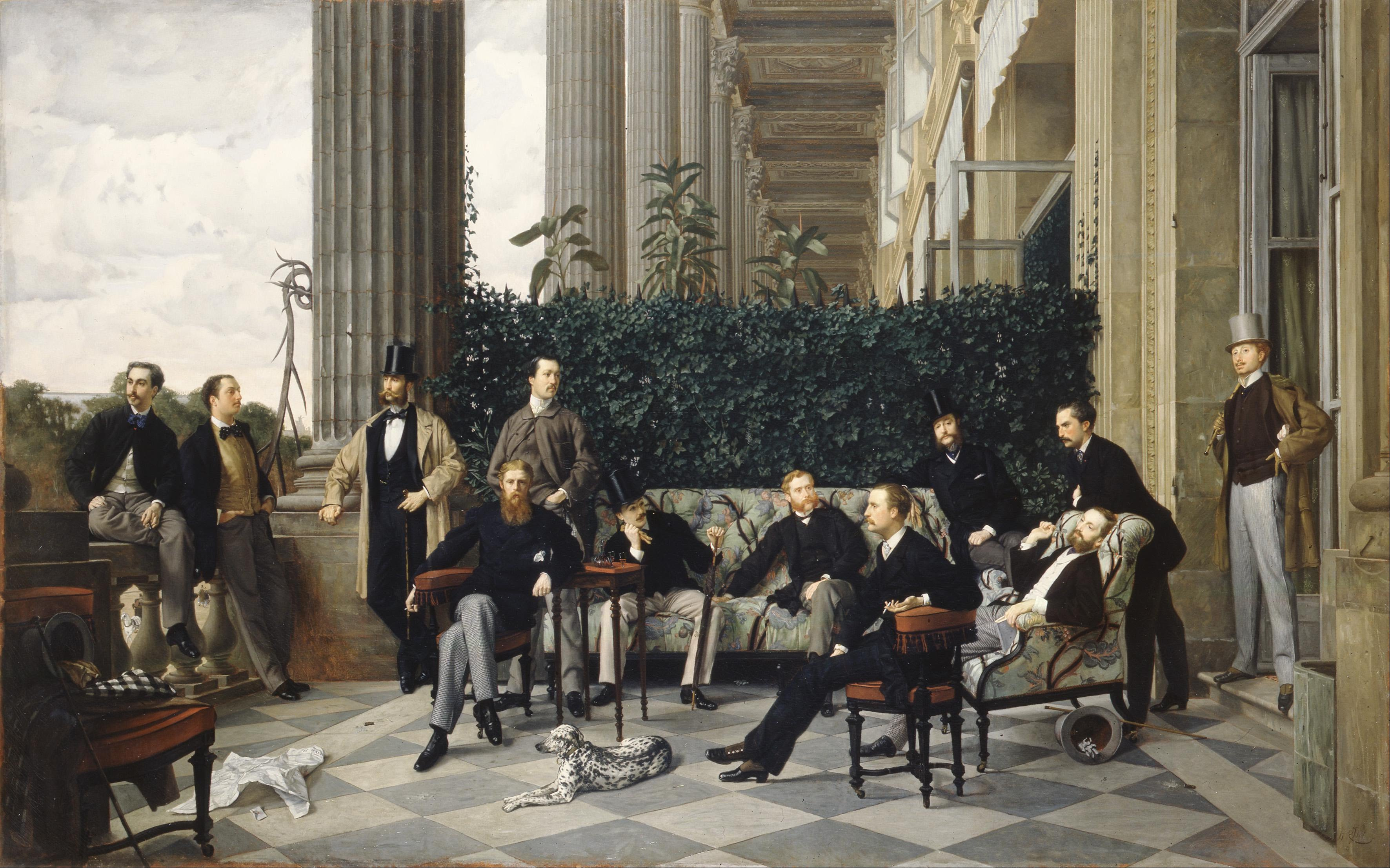
Le Cercle de la rue Royale, où il figure.

C'est le prince Edmond de Polignac qui aurait présenté Charles Haas, modèle de Swann, à Marcel Proust. Ce dernier disait de lui qu'il ressemblait à « un donjon désaffecté qu'on aurait aménagé en bibliothèque. » Le mariage heureux du prince avec Winnaretta Singer fut arrangé par Robert de Montesquiou et la comtesse Greffulhe, en 1893. « C'est l'union de la lyre et de la machine à coudre » disait la mère du peintre Jacques-Émile Blanche. Ce dernier se souvenait avoir vu le prince sauter par-dessus un fauteuil dans la villa de ses parents, pour prouver qu'il était encore assez jeune pour se marier.

## Œuvres
Le Figaro : journal non politique  du 15 mai 1901 fait état d'un concert donné le 16 mai 1901 comprenant : 
- Tarentelle, pour orchestre ;
- Lamento (poésie de Théophile Gautier), voix soliste et chœur ;
- Ave maris Stella, chœur a cappella ;
- Aubade, chœur a cappella ;
- Les « Adieux de Déidamia » (extrait du cinquième acte de La Coupe et les Lèvres) pour soprane et chœur de femmes ;
- Robin m'aime, pour orchestre (sur un motif populaire d'Adam de la Halle) ;
- Derniers rêves de bal, récit choral ;
- Air de la reine Claribel (extrait de La Coupe du roi de Thulé, opéra) ;
- Échos de l'Orient judaïque, pour récitant, chœur et orchestre (probablement la même œuvre que celle intitulée Pilate, oratorio, composée en gamme octatonique, œuvre commentée en 1884[4]  et 1895[5] ;

Il faut ajouter : 
- Harmonie du soir (Andante, pour violon et orchestre), donné en 1889[6] ;
- Quatuor en fa majeur (Celui que commente Proust dans sa lettre à Polignac du 22 mars 1899[7]) ;
- Barcarolle pour deux pianos ;
- Chœur de la Passion[8] ;

- Les hirondelles, pour chœur[9].

## Autres
Il est représenté sur le tableau Le Cercle de la rue Royale (James Tissot, 1868).